# Stignano (Buggiano)
Stignano è una frazione del comune italiano di Buggiano, nella provincia di Pistoia, in Toscana.

## Storia
Secondo una leggenda, la sua origine risalirebbe ai Goti, vinti da Narsete, generale di Giustiniano, e dal grande imperatore deriverebbe il nome. In realtà, come in altri casi sul territorio della Valdinievole, il toponimo potrebbe avere un'origine prediale.
Rientrato tra i possedimenti longobardi, fu poi feudo dei signori da Maona, che detenevano molti possedimenti nell'area. Divenuto libero comune dipendente da Lucca, nel 1238 già era aggregato al comune di Buggiano, di cui seguì le sorti nei secoli successivi. Il paese fu più volte saccheggiato durante le guerre tra le città toscana, nel 1430 le sue mura furono distrutte per mano dei soldati di Francesco Sforza, giunti qui a supporto dei lucchesi in lotta con Firenze per il dominio sulla Valdinievole.
Il paese è luogo di nascita di Coluccio Salutati, celebre giurista, uomo politico e scrittore, tra i padri dell'Umanesimo.
Nel 1833 il borgo contava 586 abitanti.

## Monumenti e luoghi d'interesse
Il borgo ha forma allungata, che si sviluppa su un crinale soprastante la strada di collegamento tra Firenze e Lucca. Dell'antica cerchia muraria si trovano tracce lungo il perimetro, incorporate nelle abitazioni. Ben conservate la Porta Roma, unico accesso carrabile al paese a sud-est, da cui si diparte la strada principale, e la Porta di Folavento, a nord, aperta verso la campagna.
Sulla piazza principale, di forma irregolare, si affaccia la chiesa di Sant'Andrea, eretta tra il X e l'XI secolo, in seguito invertita d'orientamento fino ad assumere l'aspetto attuale, dotata di fonte battesimale nel 1387 ed eretta a pieve nel 1624; posteriormente, sul lato nord, sorge la tozza torre campanaria. Accanto alla chiesa, l'oratorio di San Michele, sede dell'antica confraternita di Misericordia. Sul lato meridionale della piazza, il palazzo che, secondo la tradizione, fu la casa natale di Coluccio Salutati, come rammentano le due lapidi marmoree al centro della facciata.

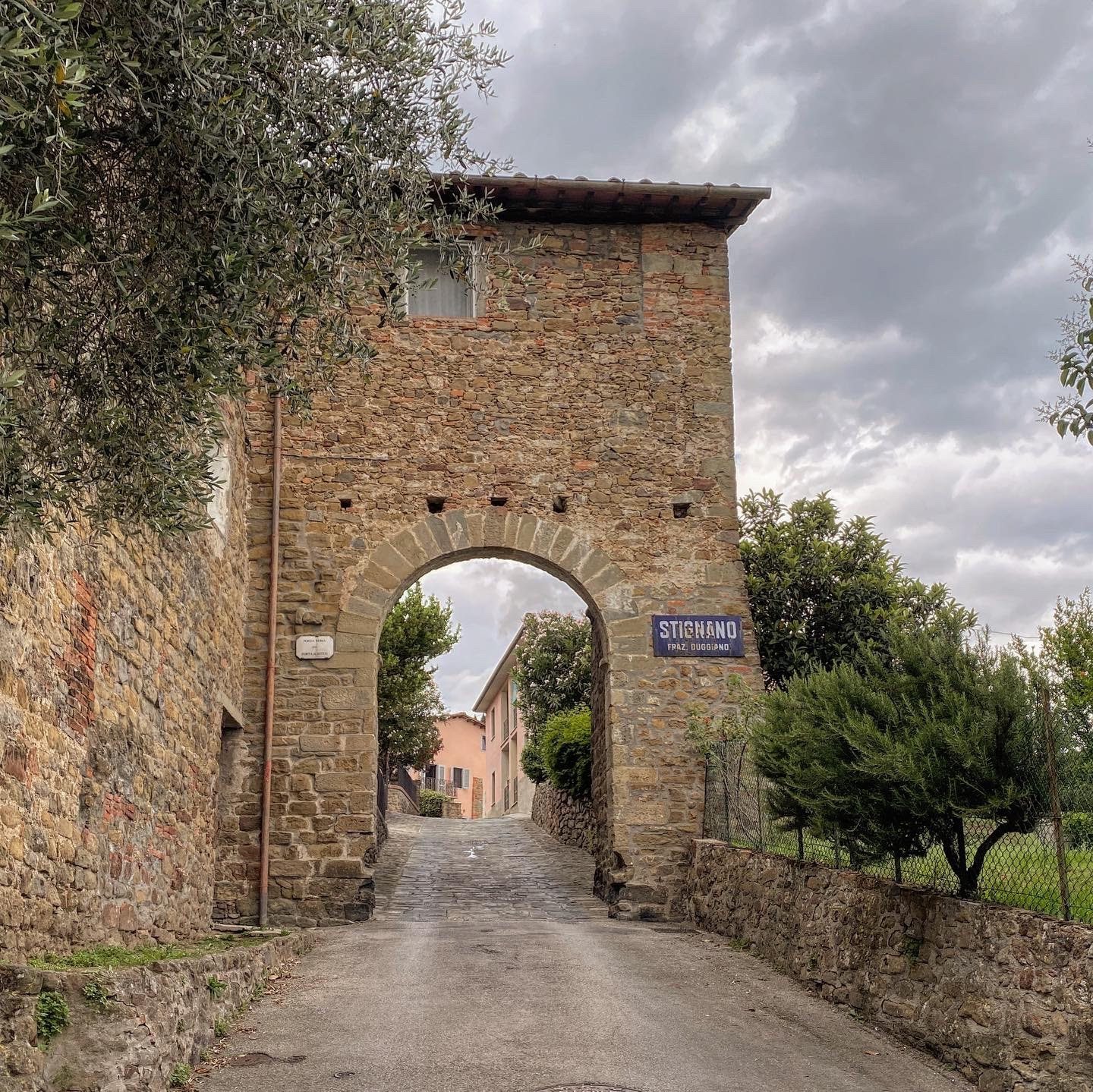
Porta Roma
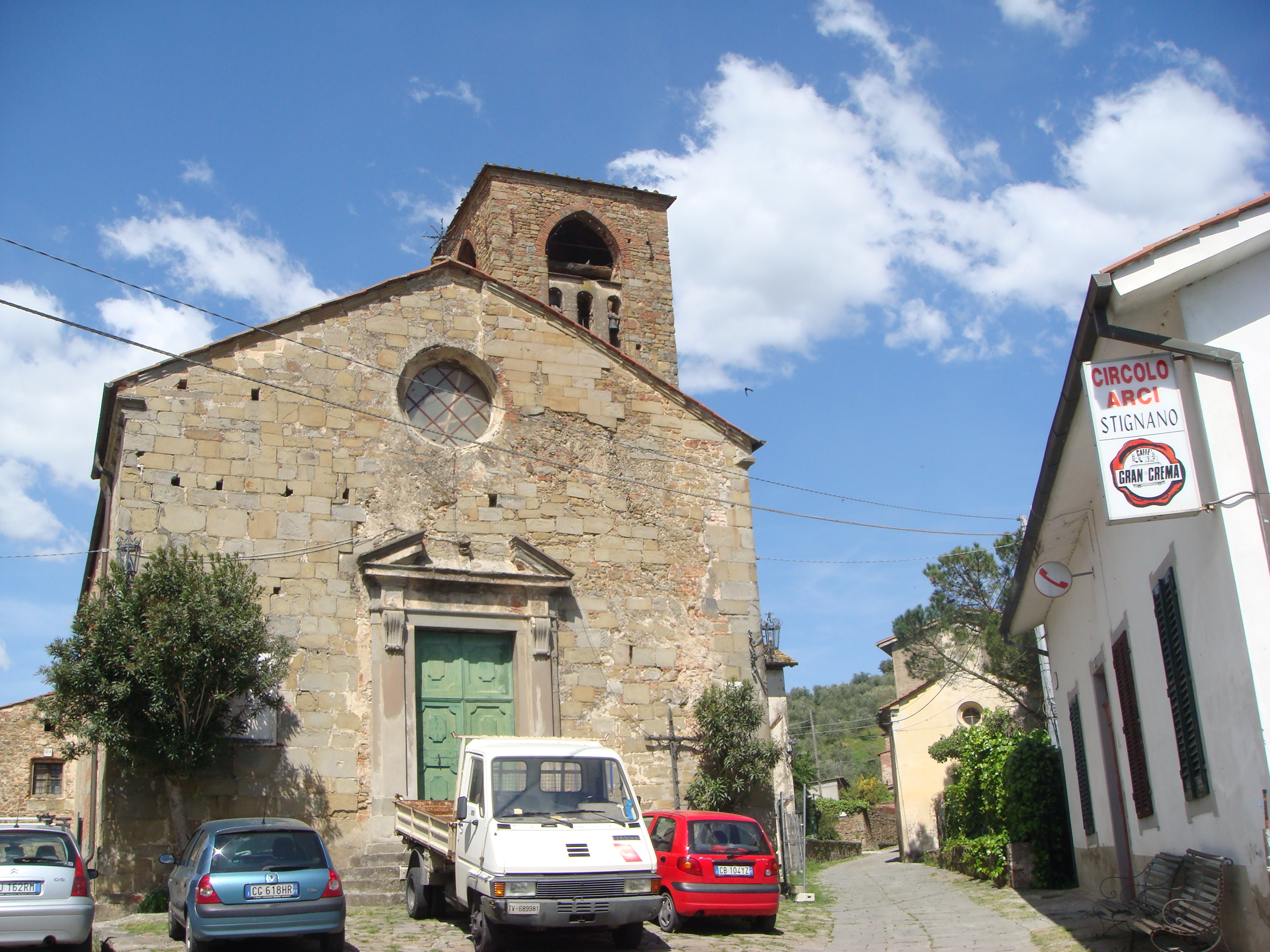
La chiesa di Sant'Andrea
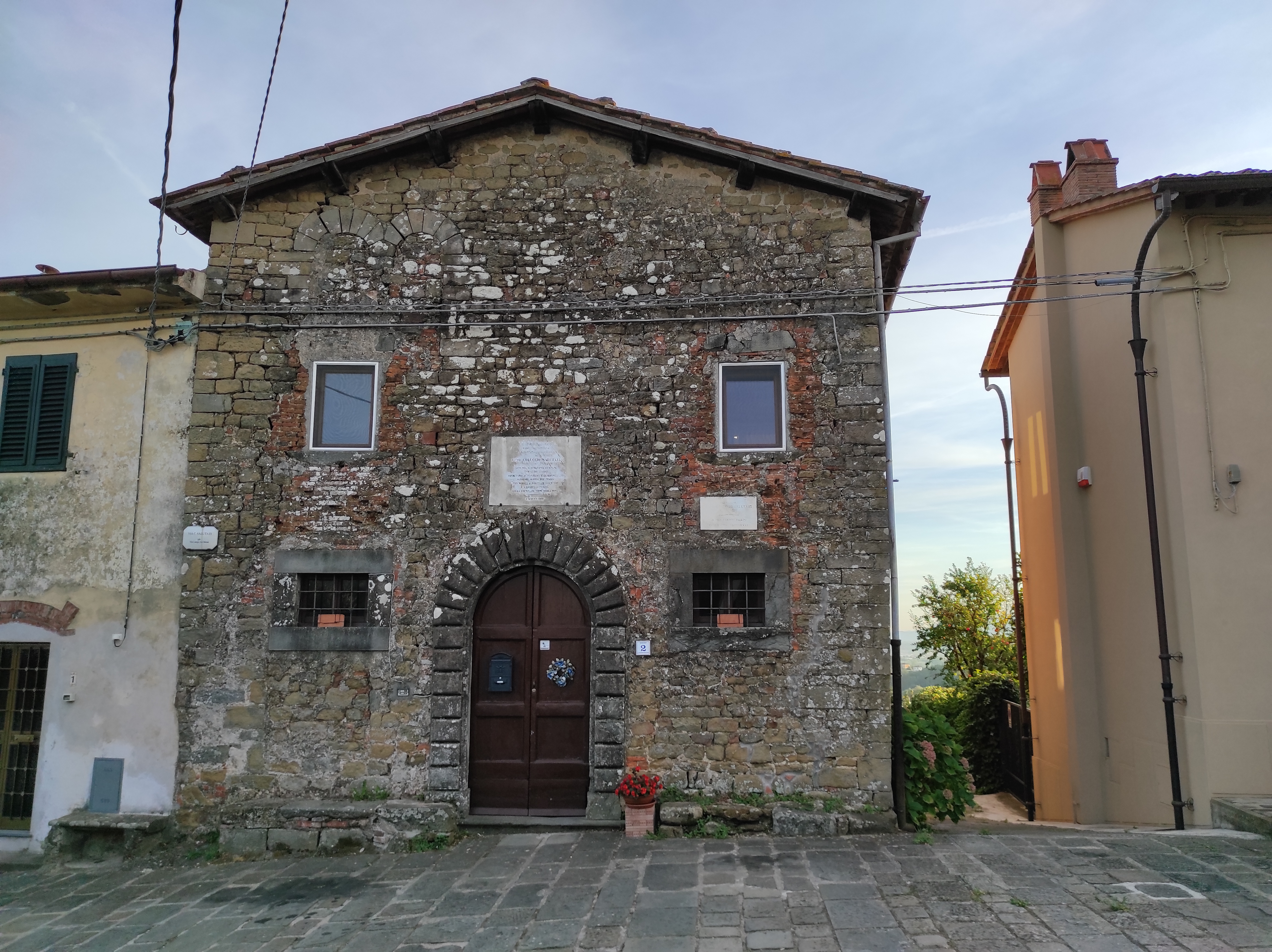
Casa natale di Coluccio Salutati